# Убийство (право)
Вижте пояснителната страница за други значения на Убийство.
Убийството е термин в правото. Убийството като престъпление може да умишлен или непредумишлен, като престъпление е както самото виновно действие, така и подтикването към него.
Лишаване от живот може да бъде санкция на държавата - изпълнение на смъртна присъда, убийството може да произтече при неизбежна отбрана, необходимост като бойни действия, може да бъде евтаназия, а в антропологичен план в някои общества това е жертвоприношението на хора.
Според противниците на аборта, той е убийство. Католическата църква застъпва становището, че извършването на аборт е убийство. Според българското наказателно право, абортът не е престъпление, понеже правата и задълженията възникват за субекта по българското гражданско право от поемането на първата глътка въздух от белите дробове (самостоятелно вънутробно дишане) на новороденото.